# نيارا إجوزكوي
نيارا إجوزكوي (بالإسبانية: Naiara Egozkue) مواليد 21 أكتوبر 1983 في بنبلونة، هي لاعبة كرة يد إسبانية تلعب كجناح أيسر. مثلت منتخب إسبانيا لكرة اليد للسيدات. شاركت في دورة الألعاب الأولمبية الصيفية سنة 2016. حققت المركز الثاني في بطولة أوروبا لكرة اليد للسيدات 2014.

## سجل المنافسة
شاركت في البطولات التالية:
- الألعاب الأولمبية الصيفية 2016
- بطولة العالم لكرة اليد للسيدات 2013
- بطولة العالم لكرة اليد للسيدات 2015
- بطولة أوروبا لكرة اليد للسيدات 2014
- بطولة أوروبا لكرة اليد للسيدات 2016

## الميداليات
| الميدالية | المسابقة                            |
| --------- | ----------------------------------- |
| فضية      | بطولة أوروبا لكرة اليد للسيدات 2014 |

## روابط خارجية
- نيارا إجوزكوي على موقع الاتحاد الأوروبي لكرة اليد (الإنجليزية)
- نيارا إجوزكوي على موقع اللجنة الأولمبية الدولية (الإنجليزية)
- نيارا إجوزكوي على موقع أوليمبيديا (الإنجليزية)